# Vuelo 431 de NLM Cityhopper
El vuelo 431 de NLM CityHopper era un Fokker F-28-4000, de matrícula PH-CHI, que debía operar un vuelo internacional regular de pasajeros de entre Róterdam – Eindhoven – Hamburgo. El 6 de octubre de 1981, el Fokker F28 se encontró con un tornado 44 minutos después de despegar del aeropuerto de Rotterdam, y se estrelló a 15 millas (24,1 km) del Aeropuerto de Róterdam-La Haya. Los 17 ocupantes del avión (13 pasajeros y 4 tripulantes), murieron en el accidente. : 183 

## Aeronave y tripulación

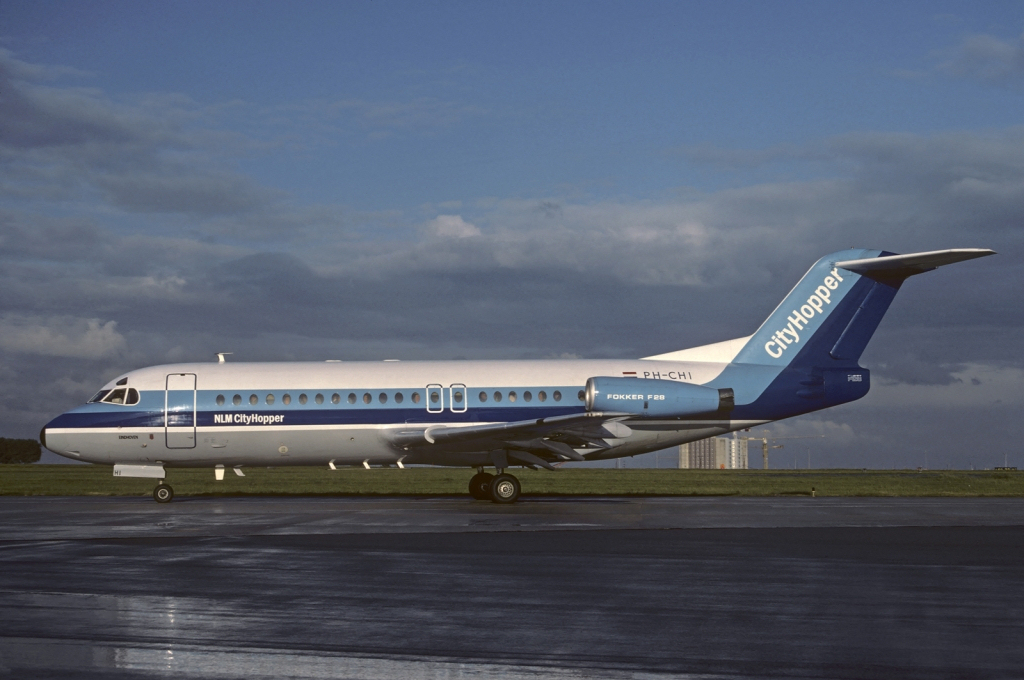
El avión accidentado, PH-CHI, se ve aquí en mayo de 1981.

La aeronave implicada en el accidente era un Fokker F28-4000, de matrícula PH-CHI, cual fue construido en el año 1979 con un c/n 11141. En el día del accidente, la estructura de la aeronave había acumulado más de 4.485 horas de vuelo y 5.997 ciclos.
El capitán, Jozef Werner, de 33 años, que había trabajado para NLM CityHopper durante casi 11 años, con 4.900 horas de vuelo, incluidas 309 horas en el Fokker F28. El primer oficial, Hendrik Schoorl, de 28 años, que había trabajado en la aerolínea durante 3 años, con 2.971 horas de vuelo, 2.688 de ellas en el Fokker F28.

## Descripción del accidente
Durante la sesión informativa meteorológica, 44 minutos antes del despegue, a la tripulación se le informó de una zona de fuertes tormentas eléctricas con una cobertura del cielo de 3/8 (37,5 %) de cumulonimbus en una base de 1200 pies (365,8 m), vientos del sursudoeste y 5 kilómetros (3,1 mi) visibilidad en el aeropuerto de Róterdam (IATA: RTM).  El avión despegó a las 17:04 CET (UTC +1) desde RTM. La tripulación detectó fuertes lluvias y tormentas eléctricas en el radar de prevención meteorológica del avión a las 17:09 y se le recibió la autorización para evitar sobrevolar la zona. A las 17:12 el avión entró en un tornado mientras volaba sobre las nubes. El sistema meteorológico en el que se vio envuelto el avión era aparentemente el mismo sistema "tipo tornado" que los habitantes de Zelanda describieron como responsable de considerables daños materiales.  Meteorológicamente, estos vórtices son en realidad tornados, y el avión de pasajeros desintegrándose fue visto saliendo de la capa de nubes. Un agente de policía fotografió primero el tornado y unos minutos más tarde el humo del avión en llamas. La investigación concluyó que el aumento brusco de altitud registrado en el altímetro no fue un cambio de altitud, sino una caída de presión asociada al tornado.

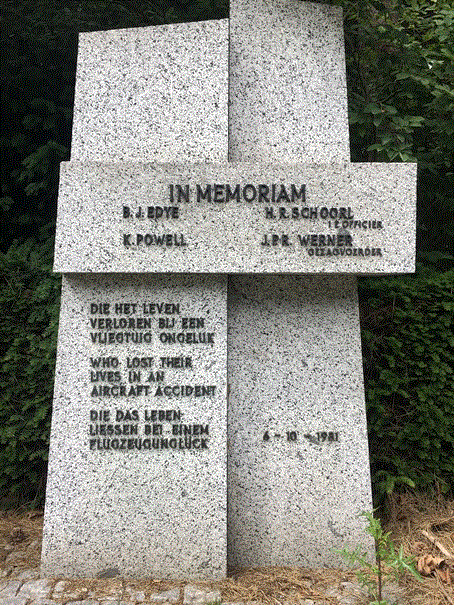
Monumento memorial al accidente

Las tensiones experimentadas por la estructura del avión fue debido a las fuertes turbulencias llevaron a cargas de hasta +6,8 g y -3,2 g provocando el desprendimiento del ala de estribor. El avión había sido diseñado para una carga máxima de hasta 4 g.  El avión cayó a 3000 pies (914,4 m), estrellándose a 400 m (1312,3 pies) de una planta química de Shell a las afueras de Moerdijk.  Los 17 ocupantes del avión fallecieron en el accidente. Mientras observaba desde el suelo el accidente, un bombero sufrió un paro cardíaco fatal.